# 庫捷利夫
49°43′26″N 31°3′40″E / 49.72389°N 31.06111°E
庫泰利夫（烏克蘭語：Кутелів）是位於烏克蘭北部的村莊，由基辅州奧布希夫區的米羅尼夫卡市鎮負責管轄。該村始建於1500年，面積2.01平方公里，海拔高度111米，2001年人口19，人口密度每平方公里9.5人。